# Gullsmorasjön
Gullsmorasjön är en sjö i Gnesta kommun i Södermanland och ingår i Norrströms huvudavrinningsområde. Sjön har en area på 0,648 kvadratkilometer och ligger 38,4 meter över havet. Sjön avvattnas av vattendraget Turingeån. Vid provfiske har bland annat abborre, björkna, braxen och gers fångats i sjön.

## Delavrinningsområde
Gullsmorasjön ingår i det delavrinningsområde (656141-159088) som SMHI kallar för Utloppet av Yngern. Medelhöjden är 50 meter över havet och ytan är 59,47 kvadratkilometer. Det finns inga avrinningsområden uppströms utan avrinningsområdet är högsta punkten. Turingeån som avvattnar avrinningsområdet har biflödesordning 3, vilket innebär att vattnet flödar genom totalt 3 vattendrag innan det når havet efter 80 kilometer. Avrinningsområdet består mestadels av skog (67 procent). Avrinningsområdet har 15,27 kvadratkilometer vattenytor vilket ger det en sjöprocent på 25,7 procent.

## Fisk
Vid provfiske har följande fisk fångats i sjön:
- Abborre
- Björkna
- Braxen
- Gärs
- Gädda
- Mört
- Nors
- Sarv